# Furnică recoltătoare roșie
Pogonomyrmex barbatus este o specie de furnică recoltătoare din genul Pogonomyrmex. Numele său comun include furnica roșie' și furnică recoltătoare roșie. Aceste furnici mari (de la 5 la 7 mm) preferă habitatele aride chaparral și sunt originare din sud-vestul Statelor Unite. Cuiburile sunt făcute în subteran (până la 2,5 m adâncime) în zonele expuse. Dieta lor constă în principal din semințe și, în consecință, participă la myrmecocoria, o interacțiune furnică-plantă prin care furnicile obțin nutrienți și plantele beneficiază prin dispersia semințelor. Furnicile roșii de recoltare sunt adesea confundate cu furnicile de foc, dar nu sunt strâns legate de nicio specie de furnici de foc, nativă sau introdusă.

## Colonizare
Cuiburile de furnici roșii de recoltare sunt caracterizate de lipsa creșterii plantelor și pietricele mici care înconjoară intrarea în tunel, care de obicei coboară într-un unghi pronunțat. Coji de semințe pot fi găsite împrăștiate în jurul cuibului. În zonele cu pășuni, cum ar fi fermele, lipsa vieții vegetale face ca coloniile de furnici roșii de recoltare să fie foarte ușor de observat și, acolo unde sunt foarte abundente, pot face incursiuni serioase în pășunatul disponibil pentru animale.
Movilele sunt de obicei plate și late, 10 până la 100 de mm înalte și 300 până la 1200 mm diametru. Au fost raportate suprafețe desnudate și mai mari, de ordinul a 10 m2. De obicei, trei până la opt trasee se îndepărtează de movilă, cum ar fi „brațele”. Aceste poteci sunt folosite de furnici pentru a colecta și aduce hrana înapoi în movilă. Furnicile „cercetași” sunt primele care ies din movilă în fiecare dimineață. Ele caută hrană și își marchează calea când se întorc la movilă pentru a alerta furnicile lucrătoare. Furnicile lucrătoare urmează mirosul și colectează mâncarea. Alte furnici lucrătoare curăță, se extind și, în general, tind spre movilă, regină și puiet. Toate furnicile din colonii sunt femele în afară de masculii înaripați produși în sezonul de reproducere.

### Formarea inițială a coloniei
Unitatea de reproducere a populațiilor de furnici este colonia. O singură matcă virgină se împerechează pentru prima dată cu mai mulți masculi într-un loc de agregare reproductivă format din furnici masculi recoltători. Apoi zboară către un nou loc pentru a produce o colonie de urmași.

## Dietă
Principala sursă de hrană pentru furnicile recoltătoare roșii constă de obicei din semințe, pe care le adună în număr mare. Mâncarea este mai întâi măcinată până la o consistență asemănătoare pâinii folosind mandibulele mari ale furnicilor și apoi este depozitată într-un grânar, asigurând accesul coloniei la hrană pe tot parcursul anului. Colectarea semințelor din partea furnicilor roșii de recoltare aduce beneficii ecosistemului lor prin procesul de mirmecocorie, în care furnicile ajută la dispersarea semințelor în timp ce caută hrană. Atât plantele, cât și furnicile beneficiază de această relație: plantele își măresc intervalul și densitatea de dispersie, în timp ce furnicile beneficiază de dobândirea de nutrienți și de asigurarea unei aprovizionări cu hrană mai sigure în recoltele viitoare. Acest lucru este de obicei înțeles ca o interacțiune mutualistă. Insectele moarte sunt, de asemenea, colectate în timpul hranei.

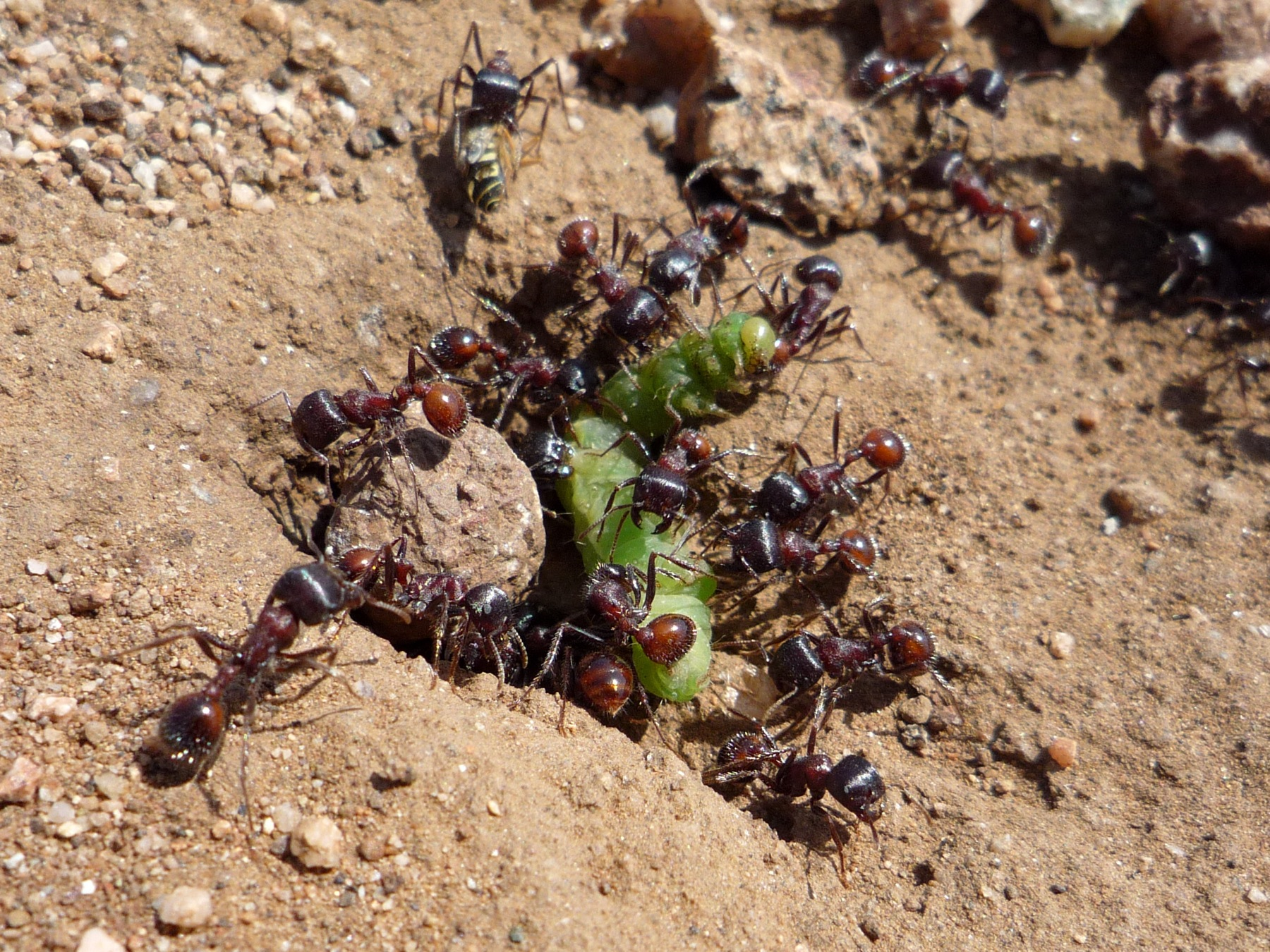
Furnici roșii de recoltare

### Căutarea hranei
Multe cercetări au fost făcute asupra comportamentului de furajare al furnicii roșii de recoltare. Trei tipuri de muncitori sunt cei mai implicați în procesul de căutare a hranei: patrulatorii de cuiburi, patrulatorii de trasee și furajerii. Într-o anumită zi, patrularorii cuibului ies primii din cuib pentru a evalua siguranța și rentabilitatea hranei. Colonia își obține cea mai mare parte a apei din metabolismul grăsimilor din semințe. Dacă hrana este rară sau dacă este o zi deosebit de fierbinte, beneficiile de energie și apă ale hranei pot fi depășite de costurile cu energie și apă. În acest caz, colonia poate fi forțată să se bazeze pe depozitele sale extinse de alimente. Semințele pot fi păstrate în cuib luni sau chiar câțiva ani.
Colonia este capabilă să comunice prin contact momentan al antenelor care implică transferul de hidrocarburi cuticulare. Pot fi implicate și alte indici vizuale, temporale și olfactive. Pe baza rapoartelor patrulatorilor de cuib, patrulatorii de traseu pot părăsi cuibul pentru a determina cea mai bună direcție posibilă de hrană. Această decizie se bazează pe diverși factori economici, cum ar fi disponibilitatea hranei și comportamentul de hrană al cuiburilor vecine. Pe măsură ce ambele tipuri de patrulatori se întorc, vânătorii își evaluează ratele de revenire pentru a decide dacă părăsesc cuibul pentru a găsi hrană. Într-un experiment care a implicat imitații de patrulare, o rată de întoarcere de un patrulator la fiecare 10 secunde a stimulat cel mai înalt nivel de activitate de căutare. Această rată de returnare indică disponibilitatea ridicată a hranei și condiții bune de hrănire, prin urmare, există un raport cost-beneficiu favorabil pentru furajatori. Dacă rata de întoarcere a patrulatorului este prea mare, poate fi un avertisment de pericol, cum ar fi observarea unei șopârle prădătoare. O rată de returnare mai mică ar putea indica lipsa de hrană disponibilă sau o concurență puternică.